# متنزه البحيرة الطبيعي في بلنسية
منتزه البحيرة الطبيعي في بلنسية (بالبلنسية Parc Natural de l'Albufera) هي منطقة محمية إسبانية تقع في مقاطعة بلنسية. وكان يعرف وفي بعض القصائد العربية يسمى مرآة الشمس. يقع هذا الموقع الذي تبلغ مساحته 21.120 هكتارًا ، والذي أعلن متنزهًا طبيعيًا في 8 تموز (يوليو) 1986،  على بعد نحو 10 كم جنوب بلنسية. وهي تشمل البحيرة، وأراضيها الرطبة، والحزام الساحلي المجاور لكليهما.